# Готарди
Готарди (пол. Gotardy) — село в Польщі, у гміні Гзи Пултуського повіту Мазовецького воєводства.
Населення — 200 осіб (2011).
У 1975-1998 роках село належало до Цехановського воєводства.

## Демографія
Демографічна структура станом на 31 березня 2011 року:
|          | Загалом | Допрацездатний вік | Працездатний вік | Постпрацездатний вік |
| -------- | ------- | ------------------ | ---------------- | -------------------- |
| Чоловіки | 97      | 17                 | 70               | 10                   |
| Жінки    | 103     | 27                 | 54               | 22                   |
| Разом    | 200     | 44                 | 124              | 32                   |